# Кенеський сільський округ (Аккольський район)
Кене́ський сільський округ (каз. Кеңес ауылдық округі, рос. Кенесский сельский округ) — адміністративна одиниця у складі Аккольського району Акмолинської області Казахстану. Адміністративний центр — село Домбирали.
Населення — 1509 осіб (2021; 2059 у 2009, 2131 у 1999, 2791 у 1989).
Станом на 1989 рік існувала Кенеська сільська рада (села Гусарка, Кенес, Малий Барап, селище Кенеський мехлісхоз).

## Склад
До складу округу входять такі населені пункти:
| Населений пункт              | Колишні назви       | Населення, осіб (1989) | Населення, осіб (1999) | Населення, осіб (2009) | Населення, осіб (2021) |
| ---------------------------- | ------------------- | ---------------------- | ---------------------- | ---------------------- | ---------------------- |
| Айдарли, село                | Красний Горняк      | -                      | 103                    | 82                     | 56                     |
| Домбирали, село              | Гусарка             | 1387                   | 875                    | 889                    | 681                    |
| Кенес, село                  | -                   | 427                    | 349                    | 664                    | 461                    |
| Кенеський ліспромхоз, селище | Кенеський мехлісхоз | 389                    | 370                    | -                      | -                      |
| Малий Барап, село            | -                   | 588                    | 434                    | 424                    | 311                    |